# 祖卡木颗粒
祖卡木颗粒（英語：Zukamu granules）是一種维药，成分为山奈、睡莲花、薄荷、大枣、洋甘菊、破布木果、甘草、蜀葵子、大黄、罂粟壳。适应症为调节异常体质，清热，发汗，通窍。用于感冒咳嗽，发热无汗，咽喉肿痛，鼻塞流涕，对病毒性流感有良好的治疗效果。
网络药理学研究发现祖卡木颗粒可通过抑制NLRP3/Caspase-1/GSDMD信号通路、恢复IL-17A/IL-10细胞因子平衡来减轻急性肺损伤的肺组织损伤程度，并利用网络药理学确定了祖卡木颗粒抗击冠状病毒COVID-19的66个靶点。
「祖卡木」一词来源于维吾尔语zukam，意为感冒。